# Далем (Северный Айфель)
Далем (нем. Dahlem) — община в Германии, в земле Северный Рейн-Вестфалия.
Подчиняется административному округу Кёльн. Входит в состав района Ойскирхен. Население составляет 4116 человек (на 31 декабря 2010 года). Занимает площадь 95,18 км².